# Adenauer Bach
Der Adenauer Bach ist ein knapp sechzehn Kilometer langer rechter und südlicher Zufluss der Ahr, der durch Adenau im rheinland-pfälzischen Landkreis Ahrweiler fließt.

## Name
Der Fluss wurde 992 als adenoua fluvius erstmals erwähnt. Der Name setzt sich zusammen aus dem Personennamen Ado und dem Suffix -aha 'Fließgewässer' und ist damit als "Bach/Fluss des Ado" zu deuten.

## Geographie

### Verlauf

#### Breidscheider Bach
Der Adenauer Bach heißt im Oberlauf Breidscheider Bach und entspringt etwa einen Kilometer südlich von Quiddelbach  auf einer Höhe von ca. 533 m ü. NHN. 
Er fließt nach Nordosten bis zum Adenauer Stadtteil Breidscheid innerhalb der Nordschleife des Nürburgrings, ab dort führt er den Namen Adenauer Bach.

#### Adenauer Bach
Weiter fließt der Adenauer Bach in westlicher Richtung, überwiegend verrohrt, durch die Stadt Adenau und danach nordwärts, wobei er die Orte Leimbach und Niederadenau (Ortsteil von Dümpelfeld) passiert. 
In Dümpelfeld mündet er dann von rechts auf etwa 209 m Höhe in den dort von Westen kommenden Rhein-Zufluss Ahr.

### Einzugsgebiet
Das 58,5 km² große Einzugsgebiet des Adenauer Bachs liegt in der Eifel und wird durch ihn  über die Ahr und den Rhein zur Nordsee entwässert.
Die höchste Erhebung ist die Hohe Acht mit einer Höhe von 746,9 m ü. NHN im Südosten des Einzugsgebiets.

### Zuflüsse
Zuflüsse des Adenauer Bachs ab 3 km Länge, talwärts
| Name         | GKZ       | Lage   | Länge in km | EZG in km² | Mündung      | Bemerkungen                     |
| ------------ | --------- | ------ | ----------- | ---------- | ------------ | ------------------------------- |
| Quiddelbach  | 27186-112 | rechts | 001,7890    | 0001,2630  | Quiddelbach  |                                 |
| Krekelbach   | 27186-114 | rechts | 000,1690    | 0000,340   | Qiddelbach   |                                 |
| Grader Seife | 27186-116 | rechts | 001,6810    | 0001,280   |              |                                 |
| Lochertsbach | 27186-12  | rechts | 003,5330    | 0006,9210  | Breidscheid  | auch: Herschbroicherbach        |
| Elmigsbach   | 27186-14  | links0 | 002,4990    | 0002,0840  | Breidscheid  | auch: Bach aus der Grippenhardt |
| Exbach       | 27186-2   | rechts | 004,1140    | 0005,8350  | Adenau       |                                 |
| Mittelbach   | 27186-312 | rechts | 002,1550    | 0001,3360  | Adenau       |                                 |
| Näsbach      | 27186-314 | rechts | 001,5610    | 0001,0840  | Adenau       | auch: Nassbach                  |
| Wimbach      | 27186-32  | links0 | 002,7970    | 0003,5160  | Adenau       |                                 |
| Kreckelbach  | 27186-392 | links0 | 002,1140    | 0001,0830  | Adenau       | auch: Krekelbach                |
| Drasselbach  | 27186-394 | rechts | 000,9080    | 0000,8890  |              |                                 |
| Leimbach     | 27186-4   | links0 | 003,1160    | 0005,1870  |              | auch: Reifferscheiderbach       |
| Birkenbach   | 27186-54  | links0 | 001,8120    | 0000,9440  | Leimbach     |                                 |
| Gilgenbach   | 27186-6   | rechts | 004,6730    | 0009,2050  | Leimbach     |                                 |
| Sengenbach   | 27186-72  | links0 | 001,1510    | 0000,6370  | Leimbach     |                                 |
| Birnbach     | 27186-8   | rechts | 002,9140    | 0002,730   |              |                                 |
| Pinselseifen | 27186-92  | rechts | 001,3940    | 0000,9940  | Niederadenau | auch: Niederadenauer Bach       |
| Stemmbach    | 27186-94  | rechts | 001,0960    | 0001,2340  |              | auch: Pinselseifen              |

Anmerkungen zur Tabelle
1. ↑  Namen gemäß Deutscher Grundkarte 1:5000, soweit dort verzeichnet, abweichende Namen gemäß GeoExplorer der Wasserwirtschaftsverwaltung Rheinland-Pfalz (Hinweise) siehe Spalte Bemerkungen
2. ↑  Gewässerkennzahl, in Deutschland die amtliche Fließgewässerkennziffer mit zur besseren Lesbarkeit eingefügtem Trenner hinter dem Präfix, das einheitlich für den allen gemeinsamen Vorfluter Adenauer Bach steht.